# Mutterschutzgesetz
Das deutsche Mutterschutzgesetz (MuSchG) schützt die Gesundheit von Frauen in Anstellung, Studium oder Ausbildung und ihrer Kinder während der Schwangerschaft, nach der Entbindung und in der Stillzeit.
Es gilt am Arbeits-, Ausbildungs- und Studienplatz; für den Mutterschutz von Beamtinnen und Soldatinnen gelten besondere, aber inhaltlich dem Mutterschutzgesetz vergleichbare Mutterschutzverordnungen.
Die Regelungen folgen zum großen Teil den Forderungen für den Mutterschutz, wie sie von der Internationalen Arbeitsorganisation aufgestellt wurden.

## Inhalt
Das Mutterschutzgesetz trat am 6. Februar 1952 in Kraft und wurde seitdem mehrmals geändert. Ergänzt wurde es von 1997 bis 2017 durch die Verordnung zum Schutze der Mütter am Arbeitsplatz (MuSchArbV), die die EG-Mutterschutz-Richtlinie umsetzte. Die Mutterschutz-Richtlinie definiert seit 1992 europaweit Mindeststandards für die Sicherheit und den Gesundheitsschutz von schwangeren Arbeitnehmerinnen, Wöchnerinnen und stillenden Arbeitnehmerinnen am Arbeitsplatz. Mit Inkrafttreten der Neufassung des Mutterschutzgesetzes am 1. Januar 2018 wurden die Vorschriften der Verordnung in dieses integriert.
Die zentralen Bestimmungen des Mutterschutzgesetzes betreffen
- Beschäftigungsverbote vor und nach der Geburt (Mutterschaftsurlaub, §§ 3 bis 8 MuSchG) sowie im Falle einer Totgeburt[3]
- die Gestaltung des Arbeitsplatzes nach einer besonderen Gefährdungsbeurteilung zu chemischen Gefahrstoffen, biologischen Arbeitsstoffen sowie physikalischen Schadfaktoren (§§ 9 und 10 MuSchG)
- besonderen Kündigungsschutz für Mütter (§ 17 MuSchG)
- Entgeltersatzleistungen, insbesondere das Mutterschaftsgeld (§§ 18 bis 25 MuSchG)

sowie bestimmte Mitteilungspflichten gegenüber dem Arbeitgeber und Regelungen über Mehr-, Nacht- und Sonntagsarbeit.
Nach § 16 dürfen werdende Mütter nicht beschäftigt werden, soweit nach ärztlichem Zeugnis Leben oder Gesundheit von Mutter oder Kind bei Fortdauer der Beschäftigung gefährdet sind. § 11 verbietet des Weiteren, dass werdende Mütter mit schweren Arbeiten beschäftigt werden, wie schwerem Heben, Fließbandarbeit und Akkordarbeit. In den letzten sechs Wochen vor der Entbindung dürfen sie nur beschäftigt werden, wenn sie sich ausdrücklich (und jederzeit widerruflich) zur Arbeitsleistung bereit erklären. Des Weiteren dürfen Mütter nach § 3 acht Wochen, bei Früh- und Mehrlingsgeburten zwölf Wochen nach der Entbindung nicht beschäftigt werden. § 18 sieht für die Dauer der Beschäftigungsverbote eine Entgeltfortzahlungspflicht vor. §§ 19 und 20 regeln die Zahlung des Mutterschaftsgeldes durch die Krankenkassen. § 7 regelt die bezahlte Freistellung für Untersuchungen bei Schwangerschaft und Mutterschaft.
Nach § 9 Mutterschutzgesetz ist jede Kündigung, die gegenüber einer Frau während der Schwangerschaft und bis zum Ablauf von vier Monaten nach der Entbindung ausgesprochen wird, unzulässig, wenn dem Arbeitgeber die Schwangerschaft oder Niederkunft bekannt war, bzw. zwei Wochen nach Zugang der Kündigung bekannt gegeben wird. Ausnahmsweise kann die nach Landesrecht zuständige Behörde in besonderen Fällen, die nicht mit dem Zustand einer Frau während der Schwangerschaft oder ihrer Lage bis zum Ablauf von vier Monaten nach der Entbindung in Zusammenhang stehen, die Kündigung für zulässig erklären. Vom Kündigungsschutz nicht erfasst ist die Mitteilung an eine Schwangere, ein befristetes Arbeitsverhältnis nicht zu verlängern
(Nichtverlängerungsmitteilung).
Arbeitgeber müssen nach dem neuen MuSchG weiterhin eine Gefährdungsbeurteilung durchführen und zwar entsprechend den allgemeinen arbeitsschutzrechtlichen Vorgaben für jede Tätigkeit – aber nicht für jeden Arbeitsplatz –, unabhängig davon, ob sie von einem Mann oder einer Frau ausgeübt wird. Allerdings hat der Gesetzgeber von einer Konkretisierung der erforderlichen Maßnahmen in einem zweiten Schritt abgesehen. Nach der Mitteilung der Schwangerschaft ist der Arbeitgeber nunmehr lediglich verpflichtet, die in der abstrakten Gefährdungsbeurteilung als erforderlich festgelegten Maßnahmen zu ergreifen und der Schwangeren ein Gespräch über weitere Möglichkeiten der Verbesserung der Arbeitsbedingungen am Arbeitsplatz anzubieten, aus dem jedoch keine weiteren Verpflichtungen folgen (§ 10 Abs. 2 MuSchG).
Mit Wegfall der konkretisierenden Gefährdungsbeurteilung entfällt auch das bisher vorgesehene Beschäftigungsverbot, das diese begleiten sollte. Ein solches besteht nur bis erforderliche Schutzmaßnahmen festgelegt und ergriffen wurden, falls solche im Rahmen der abstrakten Gefährdungsbeurteilung als erforderlich erkannt wurden (§ 10 Abs. 3 MuSchG). Die Maßnahmen sind auf ihre Wirksamkeit zu überprüfen und geänderten Gegebenheiten anzupassen, wenn dies erforderlich ist. Das entspricht § 3 Abs. 1 Satz 2 ArbSchG. Hat die abstrakte Gefährdungsbeurteilung keine unverantwortbare Gefährdung ergeben, kann die Frau weiterbeschäftigt werden. Ein Beschäftigungsverbot greift nur ein, soweit die festgelegten Schutzmaßnahmen nicht unverzüglich durchgeführt werden (§ 10 Abs. 3 MuSchG).
Verstöße gegen das Mutterschutzgesetz werden als Straftat oder als Ordnungswidrigkeit geahndet (§§ 32 und 33). Das Mutterschutzgesetz gehört damit zum Nebenstrafrecht.

## Historisches
1878 wurde in Deutschland erstmals in § 138 Abs. 4 der Gewerbeordnung ein Beschäftigungsverbot für Fabrikarbeiterinnen bis drei Wochen nach der Geburt festgelegt. Das unter der Kanzlerschaft Bismarcks eingeführte Gesetz betreffend die Krankenversicherung der Arbeiter (KGV) von 1883 gewährte neben Arbeiterinnen auch im Handwerk und in sonstigen stehenden Gewerbebetrieben beschäftigten Wöchnerinnen ein Wochengeld. Da dieses nur die Hälfte, später 3/4 des Grundlohns betrug, wurde das Beschäftigungsverbot vielfach umgangen.
Nach der Jahrhundertwende war eine hinreichende Mutterschaftsversicherung Gegenstand zahlreicher Initiativen der Internationalen Arbeitsorganisation (ILO), der Gewerkschaften, von Abgeordneten politischer Parteien wie der SPD (Adele Schreiber) oder der Deutschen Zentrumspartei, der Arbeiterwohlfahrt und bürgerlicher Frauenverbände. Hierbei ging es neben dem Gesundheitsschutz für die Frauen auch um eine Reduzierung der Säuglingssterblichkeit aus bevölkerungspolitischen Gründen.
Mit dem Gesetz über die Beschäftigung von Frauen vor und nach der Niederkunft vom 16. Juli 1927 ratifizierte der Deutsche Reichstag das Washingtoner Übereinkommen vom 29. November 1919 über die Beschäftigung von Frauen vor und nach der Niederkunft. Nach § 4 dieses Gesetzes war die – nicht aus wichtigem Grund ausgesprochene – Kündigung sechs Wochen vor und nach der Niederkunft unwirksam. Art und Umfang der Entgeltersatzleistungen bei Schwangerschaft und Mutterschaft wie das Wochengeld und das Stillgeld waren insbesondere in §§ 195 ff. der Reichsversicherungsordnung von 1911 geregelt.
Im Gesetz zum Schutz der erwerbstätigen Mutter vom 17. Mai 1942 (MSchG) wurde der Mutterschutz erheblich erweitert. Der Geltungsbereich wurde auf alle Land- und Forstarbeiterinnen und auf alle Hausangestellten erweitert, das Beschäftigungsverbot auf acht Wochen verlängert, außerdem ein Verbot von Mehrarbeit über acht Stunden und ein Kündigungsverbot während der Schwangerschaft eingeführt. § 6 des Gesetzes erweiterte den Kündigungsschutz auf die Zeit der Schwangerschaft und bis vier Monate nach der Niederkunft.
Im Mutterschutzgesetz vom 24. Januar 1952, geändert mit Gesetz zur Änderung des Mutterschutzgesetzes und der Reichsversicherungsordnung vom 24. August 1965 wurde diese Fristenregelung zum Kündigungsschutz beibehalten (§ 9 Abs. 1 Satz 1 MuSchG).
Das Mutterschaftsgeld ist heute in § 24i SGB 5 geregelt, auf den § 19 MuSchG verweist.

## Reformbestrebungen bis zur Neufassung
Eine gemeinsame Studie der Geschäftsstelle Bürokratieabbau (GBü) im Bundeskanzleramt, des Bundesministeriums für Familie, Senioren, Frauen und Jugend (BMFSFJ) und des Statistischen Bundesamt (StBA) zum Erfüllungsaufwand des Mutterschutzgesetzes in Wirtschaft und Verwaltung aus dem Jahr 2013 schlug als Maßnahmen zur Entbürokratisierung insbesondere eine Aufhebung von § 18 MuSchG, das Absehen von einer Bescheiderstellung bei Kündigungen infolge einer Insolvenz, eine Flexibilisierung der Arbeitszeiten (nach 20 Uhr, Sonntagsarbeit) und somit ein geringeres Aufkommen an Anträgen auf Ausnahmen vom Verbot der Nacht-, Sonn-, Feiertags- und Mehrarbeit gemäß § 8 Abs. 6 MuSchG sowie die Konkretisierung der Norm bezüglich der Stillzeiten vor.
Im Koalitionsvertrag der 18. Wahlperiode des Bundestages Koalitionsvertrag wurde eine Reform des Mutterschutzgesetzes vereinbart. Die Ziele waren „ein umfassender Schutz, mehr Transparenz und weniger Bürokratie“. Dazu bedürfe es einer „Anpassung der mutterschutzrechtlichen Regelungen an den neuesten Stand der Erkenntnisse über Gefährdungen für Schwangere und stillende Mütter am Arbeitsplatz“.
Rechtspolitisch werden dazu unterschiedliche Forderungen an die Regierung herangetragen. Sie reichen beispielsweise von einem besseren Kündigungsschutz insbesondere bei Tot- und Fehlgeburten über einen Abbau der diskriminierenden Wirkung von Beschäftigungsverboten durch einen vorausschauenden Arbeits- und Gesundheitsschutz bis zum Pfändungsschutz für Zuwendungen aus der Stiftung Mutter und Kind.
2016 stand eine Änderung des Mutterschutzgesetzes zur Diskussion, der zufolge auch Schülerinnen Mutterschutz zustehen solle. Kritische Stimmen wiesen darauf hin, dass es wichtig sei, den Betroffenen Spielräume zu lassen, „etwa um nach einer Entbindung nicht für Prüfungen gesperrt zu werden“. Es kam zunächst keine Einigung der Regierungskoalition zustande. Im Mai 2017 wurde das Gesetz zur Neuregelung des Mutterschutzrechts verkündet und es trat überwiegend am 1. Januar 2018 in Kraft. Die Novelle führte zur Einführung des Begriffs „unverantwortbare Gefährdung“ verbunden mit der Forderung, derartige Gefährdungen auszuschließen. Im Zuge der Novelle wurde auch ein neuer Ausschuss für Mutterschutz konstituiert, der „praxisgerechte Regeln“ für die Umsetzung des Mutterschutzes entwickeln soll. Dem Ausschuss gehören neben Fachleuten und Aufsichtsbehörden auch Vertreter von Sozialpartnern, namentlich die BDA, der Deutsche Landkreistag, ver.di, DGB, Hochschulrektorenkonferenz und der fzs an.
Seit dem 1. Januar 2018 dürfen Stillende nicht an ihrem Arbeitsplatz beschäftigt werden, wenn dies eine Gefährdung für die Gesundheit von Mutter und/oder das gestillte Kind darstellt (§ 12 MuSchG) und eine Umgestaltung des Arbeitsplatzes oder ein Arbeitsplatzwechsel in zumutbarer Weise nicht möglich ist (§ 13 Abs. 1 Nr. 3 MuSchG). Die Entgeltfortzahlung erstattet die Krankenkasse – auch im Falle einer privat versicherten Stillenden – nach § 1 Abs. 2 Nr. 2 Aufwendungsausgleichsgesetz im Rahmen der Entgeltfortzahlungsversicherung gemäß dem Umlageverfahren für die Mutterschaftsleistungen (U2). Der Urlaubsanspruch der Stillenden wird für diese Zeit nicht gekürzt. Kritisiert wird, dass die Kosten für den während des Still-Beschäftigungsverbots anfallenden Urlaubsanspruchs beim Arbeitgeber verbleiben. Kritisiert wird außerdem eine Rechtsunsicherheit bezüglich der Frage, inwieweit das Still-Beschäftigungsverbot zeitlich beschränkt ist: Teils sehen sich Arbeitgeber zu einem Beschäftigungsverbot verpflichtet, teils erklären die Krankenkassen jedoch, das Entgelt nur bis zu 12 Monate nach der Geburt zu erstatten, wodurch dem Arbeitgeber ein finanzielles Risiko entsteht. Auch die Stillende sieht sich vor ein Risiko gestellt, da der Kündigungsschutz vier Monate nach der Geburt ausläuft und sich durch ein Still-Beschäftigungsverbot – anders als durch Elternzeit – nicht verlängert.

## Bestrebungen zur Verbesserung der Neufassung
Seit 2022 gibt es vermehrt eine öffentliche Debatte darum, dass das Gesetz Selbstständige nicht berücksichtigt. Die Petition und Initiative „Mutterschutz für alle“, die ihre Wurzeln im Handwerk hat, erzeugte Aufmerksamkeit für das Thema. Die Kritik beruft sich u. a. auf die EU-Richtlinie 2010/41/EU zur Gleichstellung selbstständiger Männer und Frauen, welche in Deutschland noch nicht vollständig umgesetzt ist. Ministerin Lisa Paus hat Ende 2022 eine Reform des Mutterschutzes angekündigt, in der Selbstständige berücksichtigt werden sollen. Eine Umsetzung erfolgte jedoch bisher (Stand Juni 2025) nicht.
Neu eingeführt wurde zum 1. Juni 2025 ein Gestaffelter Mutterschutz nach Fehlgeburten.